# Zyprische Badmintonnationalmannschaft
Die zyprische Badmintonnationalmannschaft (griechisch Εθνική ομάδα μπάντμιντον Κύπρου) repräsentiert Zypern in internationalen Badmintonwettbewerben. Es gibt separate Nationalmannschaften für Junioren, Damen, Herren und gemischte Teams. Das Nationalteam repräsentiert die Cyprus Badminton Federation.

## Teilnahme an BWF-Wettbewerben
Sudirman Cup
| Jahr | Resultat                  |
| ---- | ------------------------- |
| 1993 | 38. – Gruppe 9            |
| 1995 | 43. – Gruppe 10           |
| 1997 | 48. – Gruppe 7            |
| 1999 | 44. – Gruppe 6            |
| 2001 | 44. – Gruppe 6            |
| 2003 | 41. – Gruppe 6            |
| 2005 | 38. – Gruppe 5 Relegation |
| 2007 | 47. – Gruppe 6            |

## Badminton-Mannschaftseuropameisterschaften
Herrenteam
| Jahr | Resultat     |
| ---- | ------------ |
| 2006 | Gruppenphase |

Damenteam
| Jahr | Resultat     |
| ---- | ------------ |
| 2006 | Gruppenphase |

Gemischtes Team
| Jahr | Resultat     |
| ---- | ------------ |
| 2009 | Gruppenphase |
| 2011 | Gruppenphase |

## Helvetia Cup
| Jahr | Resultat |
| ---- | -------- |
| 1995 | 13.      |
| 1997 | 12.      |
| 2001 | 12.      |
| 2003 | 14.      |
| 2005 | 15.      |
| 2007 | 15.      |

## Badminton-Junioreneuropameisterschaft
Gemischtes Team
| Jahr | Resultat     |
| ---- | ------------ |
| 2011 | Gruppenphase |
| 2013 | Gruppenphase |
| 2015 | Gruppenphase |
| 2018 | Gruppenphase |

## Nationalspieler
Herren
- Christos Georgiou
- Constantinos Symeonides
- Elias Nicolaou
- Iakovos Acheriotis
- Ioannis Tambourlas
- Michalis Fyrillas
- Nikolas Kokolas
- Orestis Pissis
- Panayiotis Adamou
- Christos Hailis
- Andreas Theodotou
- Antonis Antoniou
- Aris Kattirtzi

Damen
- Anthia Athinodorou
- Chara Michael
- Eleni Christodoulou
- Eva Kattirtzi
- Ioanna Alexandrou
- Ioanna Antoniou
- Ioanna Pissi
- Maria Eleni Aristapoulou
- Marisa Fyrilla